# Ulytaū Aūdany
Ulytaū Aūdany är ett distrikt i Kazakstan.   Det ligger i oblystet Ulytaū, i den centrala delen av landet, 500 km sydväst om huvudstaden Astana.